# Tunnelingprotocol
Een tunnelingprotocol is een protocol dat definieert hoe willekeurige data tussen twee punten in een netwerk die niet de bron of bestemming vormen, verstuurd wordt. Het is een communicatieprotocol dat ervoor zorgt dat data (eventueel afkomstig van vele verschillende protocollen) altijd op dezelfde correcte wijze verstuurd kan worden, door het inkapselen van deze data. Meestal wordt een tunnelingprotocol gebruikt omdat de te transporteren data zonder inkapseling niet de bestemming kunnen bereiken.
Op deze wijze wordt het bijvoorbeeld mogelijk om op transparante wijze toegang te krijgen tot netwerkdiensten (webserver, e-mail, FTP, Windows-netwerk, ...) die zich niet in het lokale netwerk bevinden, door een tunnel aan te leggen naar het netwerk van bestemming. Met behulp van versleuteling kan bovendien vertrouwelijke data met maximale veiligheid door een onbetrouwbaar netwerk worden gesluisd.
Datapakketten krijgen door tunneling in de meeste gevallen een aantal extra bytes voor en/of achter toegevoegd (een header of footer). In deze extra data staat informatie over afzender, bestemming en versleuteling van de tunnel.
De naam tunnel duidt op het effect dat optreedt zodra de verbinding is gelegd: de afzender en ontvanger hebben geen weet van de route of versleuteling van de data tussen het begin en einde van de tunnel, maar het lijkt alsof de server en de client in één subnet zitten.

## Voorbeelden
- PPTP (Point-to-Point Tunneling Protocol)
- IPsec
- SSH
- Generic Routing Encapsulation (GRE tunneling protocol)